# Veine gastrique courte
Les veines gastriques courtes, au nombre de quatre ou cinq, drainent le fundus et la partie gauche de la plus grande courbure de l'estomac, et passent entre les deux couches du ligament gastro-splénique pour aboutir dans la veine splénique ou dans l'un de ses grands affluents. 